# Isanthrene roreri
Isanthrene roreri är en fjärilsart som beskrevs av William Schaus 1924. Isanthrene roreri ingår i släktet Isanthrene och familjen björnspinnare. Inga underarter finns listade i Catalogue of Life.